# Сумське (Сімферопольський район)
Су́мське́ (крим. Sumske) — село Сімферопольського району Автономної Республіки Крим.